# Aristolochia maurorum
Aristolochia maurorum är en piprankeväxtart som beskrevs av Carl von Linné. Aristolochia maurorum ingår i släktet piprankor, och familjen piprankeväxter. Inga underarter finns listade i Catalogue of Life.